# Mania (rivier)
De Mania is een rivier die ontspringt in het centrale gebergte van Madagaskar en uitmondt in de Tsiribihina. Ze stroomde over tijdens een tornado in 2000 waarbij vele doden vielen.